# Stealth

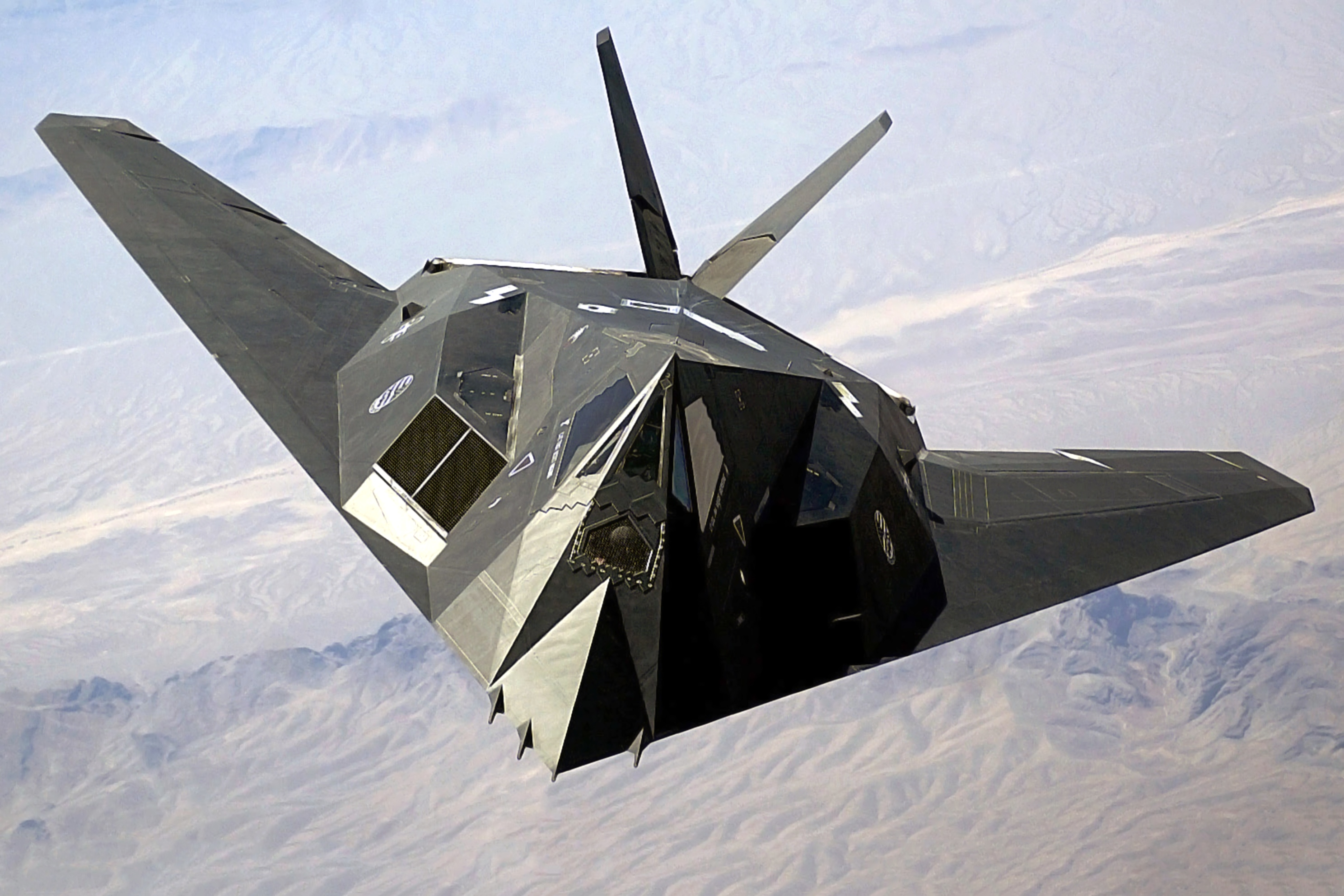
Dzięki odpowiedniemu kątowi nachylenia płyt poszycia amerykański bombowiec Lockheed F-117 Nighthawk rozprasza część fal radarowych, dzięki czemu jest trudniejszy do wykrycia.

Stealth (IPA /stelθ/, ang. skradanie się) – inaczej obniżona wykrywalność, techniki mające na celu zmniejszenie możliwości wykrycia obiektu znanymi metodami obserwacji: począwszy od ludzkiego wzroku i słuchu, na metodach technicznych takich jak wykorzystanie zjawiska odbicia fal radarowych. Obecnie dotyczy ona w pierwszym rzędzie odbicia echa radarowego fal o wysokiej częstoliwości, emisji podczerwieni i hałasu samolotów, okrętów oraz jednostek lądowych.
Jest wiele technik umożliwiających obniżenie stopnia wykrywalności obiektu, np.: wykorzystanie materiałów pochłaniających w części promieniowanie radarowe lub je rozpraszających, kamuflaż obiektu, zmniejszenie śladu termicznego i turbulencji za obiektem (np. w lotnictwie), zmniejszenie hałasu z napędu obiektu i wiele innych.
Najważniejsze jest jednak odbicie fal radarowych pod kątem innym niż nadeszły, stąd właśnie płaskie i pochylone powierzchnie. Aparat matematyczny do analizy propagacji fal radarowych, odbijających się od samolotu, stworzył w 1962 radziecki fizyk i matematyk Piotr Ufimcew. Teoria Ufimcewa umożliwiła matematyczne podejście do opracowania kształtu samolotów o obniżonej sygnaturze radarowej, zamiast dotychczasowego opracowywania ich metodą prób i błędów.

## Historia
Techniki stealth nie są nowością. Już pierwsze samoloty wojskowe nosiły kamuflaż i latały nisko nad ziemią, by nie zostały wykryte przez ludzkie oko, przed wprowadzeniem zaś do użytku radaru wszystkie samoloty były stealth w nocy lub o ile leciały nad chmurami. Opracowanie radaru umożliwiło wykrywanie statków powietrznych w powietrzu, ostrzeganie o ich obecności, pobranie namiaru bojowego oraz naprowadzanie. Pierwszą konstrukcją lotniczą zaprojektowaną z myślą o obniżeniu sygnatury radarowej była, zaprojektowana na początku lat 60. XX wieku, konstrukcja amerykańskiej firmy Boeing 853-21 Quiet Bird, który został zaprojektowany w charakterze samolotu doświadczalnego, celem opracowywania samolotów o charakterystyce stealth w drodze kolejnych eksperymentów. Nie są prawdziwe twierdzenia, że pierwszym samolotem opracowanym z zastosowaniem technik stealth, był niemiecki Horten Ho 229, który wbrew powojennym twierdzeniom jego konstruktora, nigdy nie był projektowany z założeniem obniżenia stopnia jego wykrywalności. Pierwsze próby opracowania konstrukcji o obniżonej wykrywalności związane są z Projektem Gusto w 1957 roku, gdy w Stanach Zjednoczonych podjęto prace nad następcą Lockheed U-2, który ostatecznie osiągnął swą kulminację w programie Lockheed SR-71 Blackbird – pierwszym operacyjnym samolocie, który intencjonalnie zaprojektowano z zamiarem obniżenia stopnia wykrywalności.
| Typ                 | RCS (m²)      |
| ------------------- | ------------- |
| Krążownik           | 14 000        |
| B-52 Stratofortress | 100–125       |
| F-15 Eagle          | 10–25         |
| Su-27               | 10–25         |
| MiG-29              | 3–5           |
| F-16A               | 5             |
| F-18C/D Hornet      | 1–3           |
| F-16C               | 1,2           |
| Su-57               | 0,5–1         |
| B-2 Spirit          | 0,1           |
| F-117A              | 0,025         |
| F-22 Raptor         | 0,0001–0,0005 |
| F-35                | 0,0015–0,005  |

Teoretyczne podwaliny pod konstrukcję tego typu obiektów położył radziecki matematyk Piotr Ufimcew, który w 1971 roku opublikował matematyczne modele opisujące dyfrakcję fal elektromagnetycznych na dwuwymiarowych obiektach o kształcie trójkątnym, umożliwiając w ten sposób matematyczne kalkulacje odbicia radarowego, zamiast ustalania tego drogą kolejnych eksperymentów. Najważniejszą – choć nie postawioną wprost – konkluzją pracy Ufimcewa była teza, że odbicie radarowe związane jest z konfiguracją krawędzi obiektu, nie zaś z jego rozmiarami. Kilka lat później pracujący dla Lockheeda amerykański inżynier Denys Overholser rozwinął prace Ufimcewa, umożliwiając zastosowanie jego modeli dla obiektów trójwymiarowych. Jednak dopiero najnowsze osiągnięcia techniki pozwoliły drastycznie zmniejszyć wykrywalność obiektów, takich jak: okręt Sea Shadow, bombowiec B-2, F-117, samoloty F-22, F-35 czy zwłaszcza YF-23 Black Widow II, który łączył w sobie stealth radarowe na poziomie F-22 z wysoce zaawansowanym stealth termicznym. Zostało to umożliwione przez połączenie dokładnie wyliczonych kształtów samolotu ze specjalną, wykonaną z polimerów powłoką kadłuba (radar-absorbent material – RAM) o specjalnej strukturze, przy czym nowoczesne polimerowe powłoki RAM zdolne są do pochłonięcia i zamiany na energię cieplną do 80% wiązki fali radarowej. Polimerowe powłoki są jednak wrażliwe na wysoką temperaturę, co wywołuje wysokie koszty utrzymania samolotów pokrytych tego rodzaju powłokami. Trwają jednak obecnie prace nad nową generacją RAM wykonaną z odpornych na bardzo wysokie temperatury materiałów ceramicznych, zdolnych jednocześnie do pochłonięcia do 90% wiązki radarowej.

## Fale radiowe wysokiej częstoliwości
Wszystkie lotnicze platformy o wysokich charakterystykach stealth radarowego konstruowane sa w taki sposób, by w jak największym stopniu pochłonąć lub rozproszyć promieniowanie radarowe o wysokiej częstotliwości, w pasmach S, C, X oraz Ku. Tylko bowiem radary działające na falach o wysokiej częstotliwości, zdolne są nie tylko do wykrycia obiektu, ale i jego namierzenia, co jest warunkiem niezbędnym do przechwycenia i zestrzelenia tego obiektu. Nie jest bowiem jego zadaniem technik stealth całkowite uniemożliwienie wykrycia, lecz po pierwsze maksymalne opóźnienie wykrycia, po drugie zaś – i przede wszystkim – utrudnienie wykrycia przez radary działające na falach o niewielkiej długości i wysokiej częstotliwości, jako jedynych umożliwiających pobranie namiaru bojowego i naprowadzanie broni. Fale radiowe o dużej długości i niskiej częstotliwości bowiem, są w stanie wykryć obiekt o wysokiej charakterystyce stealth z bardzo dużej odległości, nie zapewniają jednak rozdzielczości niezbędnej dla lokalizacji obiektu, a więc i dla pobrania namiaru na obiekt.
W najnowoczesniejszych więc samolotach o obniżonej sygnaturze radarowej, jak F-22 Raptor, F-35 Lightning II, czy B-2 Spirit, zastosowano w tym celu nie tylko odpowiednie materiały kompozytowe i powłoki RAM, lecz również ekstremalne rozwiązania aerodynamiczne (które jednocześnie zmniejszyły turbulencję za samolotem). Wentylatory silników osadzono głęboko we wlotach powietrza, a uzbrojenie znalazło się w specjalnych komorach.

## Stealth w podczerwieni
Stealth w platformach lotniczych wymaga obniżenia sygnatur we wszystkich widmach, w tym także w podczerwieni, co wymaga szerokiego stosowania materiałów termoizolacyjnych, pokrywania maszyn powłokami trudnorozgrzewającymi się podczas szybkiego ruchu w powietrzu, a także ekranowania silników i ich dysz. Stąd też w samolotach o najlepszych charakterystykach stealth nie stosuje się silników z ciągiem wektorowanym, zwłaszcza z dyszami zmieniajacymi geometrię w trzech płaszczyznach, jako niemożliwymi do zabudowy bez nieakceptowalnego pogorszenia charakterystyk stealth w innych spektrach. Dąży się także do zastosowania w konstrukcji silników dla samolotów V generacji nowoopracowywanych materiałów, obniżających temperaturę pracy i poziom wydostającego się na zewnątrz ciepła.